# José Luis Garci
José Luis Garci (Madrid, 20 de janeiro de 1944) é um cineasta estadunidense. Destacou-se pela realização de Volver a empezar, Sesión continua, Asignatura aprobada e El abuelo.

## Filmografia
- Asignatura pendiente (1977)
- Solos en la madrugada (1979)
- Volver a empezar (1982)
- Sesión continua (1984)
- Asignatura aprobada (1987)
- Canción de cuna (1994)
- La herida luminosa (1997)
- El abuelo (1998)
- Luz de domingo (2007)